# Kanthari
Kanthari International (ранее известный как Международный институт социальных предпринимателей, The International Institute for Social Entrepreneurs или IISE) — индийский некоммерческий институт, базирующийся в Тируванантапураме (Керала) и готовящий специалистов в области социального предпринимательства. Действует под крылом международной организации помощи слепым Braille Without Borders (BWB). Основан в 2005 году слепой немецкой социальной работницей и соучредителем BWB Сабрийе Тенберкен и голландцем Полом Кроненбергом, первые полноценные занятия в институте начались в 2009 году.
Институт предлагает семимесячные программы обучения для бедняков, которые имеют желание работать в сфере социального предпринимательства или других областях (экологические и образовательные проекты, изучение английского языка, основ бизнеса и бухгалтерии, преподавание уличным детям и детям из бедных районов, создание мини-электростанций в отдалённых сельских регионах). Практические семинары проводят международные эксперты. Часть студентов имеют слепоту или другие ограниченные физические возможности, другие пережили голод, пытки, войны, дискриминацию и болезни в различных странах Африки и Азии. Символом института является вид перца чили под названием кантхари, произрастающий в Керале.
В 2003 году за свою деятельность Сабрийе Тенберкен и Пол Кроненберг были посвящены в рыцари голландской королевой. В 2005 году Сабрийе Тенберкен была номинирована на Нобелевскую премию мира и получила титул «Молодой мировой лидер» от Всемирного экономического форума в Давосе, в 2011 году получила премию за социальное предпринимательство от The Innovative and Novel Computational Impact on Theory and Experiment (INCITE). До основания Международного института социальных предпринимателей Тенберкен учредила школу для слепых в Тибете и развивала шрифт Брайля для тибетского языка.     